# Eurojust

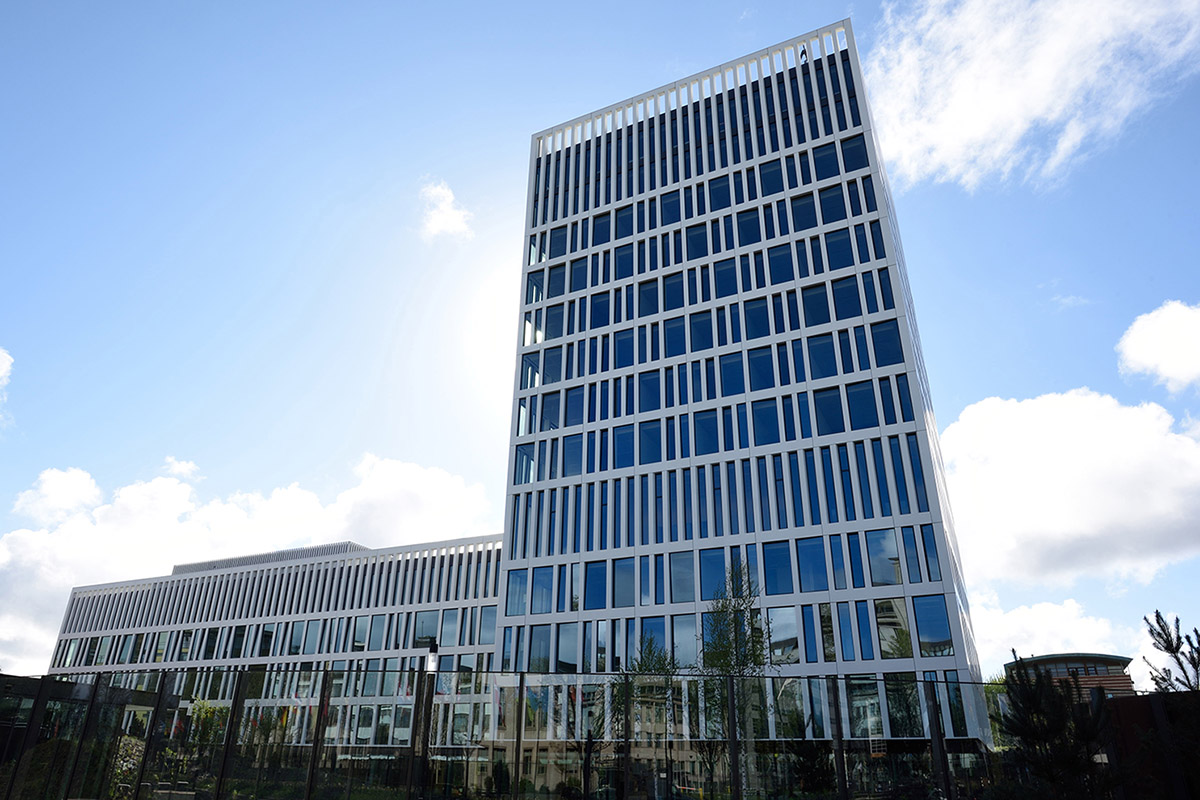
Het Hoofdkantoor van Eurojust in Den Haag.

Eurojust is een agentschap van de Europese Unie, opgericht in 2002 en gevestigd in Den Haag. Eurojust ondersteunt de samenwerking tussen de gerechtelijke autoriteiten in de hele EU in de strijd tegen grensoverschrijdende zware criminaliteit waaronder: terrorisme, computercriminaliteit, fraude, corruptie, witwassen van geld en milieucriminaliteit.
Dankzij Eurojust kunnen de nationale autoriteiten bijvoorbeeld gemakkelijker informatie uitwisselen, wederzijdse rechtshulp bieden en personen die verhoord moeten worden, uitleveren.

## Geschiedenis
Vooruitlopend op Eurojust ging op 1 maart 2001 Pro-Eurojust van start. De gebeurtenissen van 11 september 2001 hebben de blik van de organisatie op internationaal vlak ruimer gemaakt. In juni 2002 was de opzet van de huidige organisatie afgerond en in 2003 betrok het een tijdelijke locatie in Den Haag.

## Functionele uitvoering
De taak van Eurojust is om samenwerking tussen nationale autoriteiten soepeler en effectiever te maken wanneer ze te maken hebben met het onderzoeken en vervolgen van grensoverschrijdende en georganiseerde misdaad.
Eurojust telt één openbare aanklager, rechter of politieambtenaar per EU-land. Op 13 oktober 2020 werd Ladislav Hamran, vertegenwoordiger van Slowakije, herkozen als voorzitter, voor een nieuwe ambtstermijn tot 14 november
2024.